# Íhaldsflokkurinn
Konservativa partiet (isländska: Íhaldsflokkurinn) var ett konservativt politiskt parti på Island, grundat i Reykjavik den 24 februari 1924. Partiet blev sammanslaget med Frjálslyndi flokkurinn för att senare grunda Sjálfstæðisflokkurinn år 1929. Partiets enda partiledare var Jón Þorláksson.